# Igor Vuković
Igor Vuković (* 28. März 1977 in Mężczyzna) ist ein serbischer Biathlet, Skilangläufer und Crossläufer.
Igor Vuković von AOK Košutnjak sollte zunächst an den Militär-Skiweltmeisterschaften 2006 in Andermatt im Biathlonsprint starten, trat aber nicht an. Dafür lief er im Rennen über 15 Kilometer Freistil und wurde 58. Bei den serbischen Crosslauf-Biathlonmeisterschaften in Novi Sad gewann er im selben Jahr vor Milanko Petrović den Titel. Nächste internationale Meisterschaften wurden die Sommerbiathlon-Europameisterschaften 2008 Bansko, wo der Serbe 29. des Sprints wurde und dabei acht von zehn Scheiben verfehlte sowie im Massenstartrennen auf den 26. Platz kam, wobei er acht von 20 Scheiben traf. Ebenfalls in Bansko kam er 2009 zu seinem einzigen Einsatz im IBU-Cup und wurde 36. des Sprints, womit er auch Punkte gewann. Das darauf basierende Verfolgungsrennen beendete er nach acht Schießfehlern in den beiden ersten Anschlägen nicht. Bei den Militär-Skiweltmeisterschaften 2011 kam der Sergeant der serbischen Streitkräfte auf den 50. Platz über 15 Kilometer Freistil und wurde 66. im Biathlon-Sprint. Bei den serbischen Crosslauf-Meisterschaften wurde er hinter Dejan Popović Vizemeister auf der Mitteldistanz. Den offenen Biathlon-Balkan-Cup in Trojan 2011 beendete er auf dem achten Platz im Sprintrennen.

## Belege
1. ↑  Sportske vesti: Dominacija Novosađana na Zlatiboru (Memento des Originals vom 4. September 2012 im Webarchiv archive.today)  Info: Der Archivlink wurde automatisch eingesetzt und noch nicht geprüft. Bitte prüfe Original- und Archivlink gemäß Anleitung und entferne dann diesen Hinweis.
2. ↑   Resultate Sprint (Memento des Originals vom 15. Oktober 2013 im Internet Archive)  Info: Der Archivlink wurde automatisch eingesetzt und noch nicht geprüft. Bitte prüfe Original- und Archivlink gemäß Anleitung und entferne dann diesen Hinweis. (PDF; 70 kB)
 Resultate Massenstart (Memento des Originals vom 15. Oktober 2013 im Internet Archive)  Info: Der Archivlink wurde automatisch eingesetzt und noch nicht geprüft. Bitte prüfe Original- und Archivlink gemäß Anleitung und entferne dann diesen Hinweis. (PDF; 65 kB)
3. ↑  Our military ski team in 51st World Military Ski Championship (Memento vom 5. August 2012 im Webarchiv archive.today) (englisch)
4. ↑  Middle distance - Serbian Championship
5. ↑  2nd Balkan Cross Biathlon Cup 2011, Trojan

| Personendaten    | Personendaten                                      |
| ---------------- | -------------------------------------------------- |
| NAME             | Vuković, Igor                                      |
| KURZBESCHREIBUNG | serbischer Biathlet, Skilangläufer und Crossläufer |
| GEBURTSDATUM     | 28. März 1977                                      |
| GEBURTSORT       | Mężczyzna                                          |